# Podgórna (Stare Bogaczowice)
Podgórna – przysiółek wsi Stare Bogaczowice w Polsce, położony w województwie dolnośląskim, w powiecie wałbrzyskim, w gminie Stare Bogaczowice.
W latach 1975–1998 przysiółek administracyjnie należał do województwa wałbrzyskiego.